# عرسات جرابية
العرسات الجرابية (الاسم العلمي: Phascogalini) هي قبيلة من الثدييات تتبع الفصيلة الدصيوريات من رتبة دصيوريات الشكل.

## أجناس العرسات الجرابية
- العرسة الجرابية
  - عرسة جرابية كثيفة الذيل
  - عرسة جرابية حمراء الذيل